# Partenariat mondial sur l'intelligence artificielle
Le Partenariat mondial sur l'intelligence artificielle (PMIA) est une initiative internationale créée pour guider le développement et l'utilisation responsables de l'intelligence artificielle (IA) d'une manière qui respecte les droits de l'homme et les valeurs démocratiques communes de ses membres. Le partenariat a été proposé pour la première fois par le Canada et la France lors du 44e sommet du G7 en 2018, et officiellement lancé en juin 2020. Il est hébergé par l'Organisation de coopération et de développement économiques (OCDE).
Le PMIA cherche à combler le fossé entre la théorie et la pratique en soutenant la recherche et les activités appliquées dans des domaines de l'IA qui concernent directement les décideurs politiques. Il rassemble des experts de l'industrie, de la société civile, des gouvernements et du monde universitaire pour collaborer sur les défis et les opportunités présentés par l'intelligence artificielle,.

## Histoire
Le Partenariat mondial sur l'intelligence artificielle a été annoncé en marge du sommet du G7 de 2018 par le premier ministre canadien Justin Trudeau et le président français Emmanuel Macron. Il est officiellement lancé le 15 juin 2020 avec quinze membres fondateurs : Australie, Canada, France, Allemagne, Inde, Italie, Japon, Mexique, Nouvelle-Zélande, République de Corée, Singapour, Slovénie, Royaume-Uni, États-Unis et Union européenne,.
L'Organisation de coopération et de développement économiques (OCDE) héberge un secrétariat dédié au support des activités et des organismes de gouvernance du PMIA. L'UNESCO a rejoint le partenariat en décembre 2020 en tant qu'observateur,. Le 11 novembre 2021, la Tchéquie, Israël et quelques autres pays de l'UE l'ont également rejoint, portant le nombre total de membres à 25 pays. Depuis le sommet de novembre 2022, la liste des membres s'élève à 29.
L'Autriche, le Chili, la Finlande, la Malaisie, la Norvège, la Slovaquie et la Suisse ont été invités. Toutefois, ces sept membres attendent l'approbation de leur adhésion[réf. nécessaire].

## Membres
Les 29 membres suivants du PMIA sont :
- Argentine
- Australie
- Belgique
- Brésil
- Canada
- Tchéquie
- Danemark
- France
- Allemagne
- Inde
- Irlande
- Israël
- Italie
- Japon
- Mexique
- Pays-Bas
- Nouvelle-Zélande
- Pologne
- Corée du Sud
- Sénégal
- Serbie
- Singapour
- Slovénie
- Espagne
- Suède
- Turquie
- Royaume-Uni
- États-Unis
- Union européenne

Les membres invités et en attente d'approbation sont[réf. nécessaire] :
- Autriche
- Chili
- Finlande
- Malaisie
- Norvège
- Slovaquie
- Suisse

## Organisation
Les experts du PMIA collaborent sur plusieurs thèmes de groupes de travail: IA responsable (y compris un sous-groupe ad hoc sur l'IA et la réponse au risque de pandémie), gouvernance des données, innovation et commercialisation, et avenir du travail. Les groupes de travail du PMIA sont soutenus par deux centres d'expertise : un à Montréal qui soutient les deux premiers groupes de travail, et un à Paris qui soutient les deux derniers. Il dispose également d'un comité de direction dont les dirigeants élus ont jusqu'à présent aussi dirigé le Multi Stakeholder Group. Ces dirigeants ont été :
- Jordan Zed et la baronne Joanna Shields (2020-2021),
- Joanna Shields et Renaud Vedel (2021-2022),
- Yoichi Iida et Inma Martinez (2023-2024)

Le PMIA a une présidence et un hôte tournants (un peu comme le G7). Les présidences ont été :
- Canada (2020)
- France (2021)
- Japon (2022)
- Inde (2023)